# Valve Records (Duitsland)
Valve Records is een Duits platenlabel, waarop popmuziek, rock, jazz en blues wordt uitgebracht. Het platenlabel is gevestigd in Solingen. 
Artiesten die op het label uitkwamen zijn onder anderen audio-kunstenaar Bart van Dongen, Rob van den Broeck met Ursula Becker, Thomas Beimel, blueszanger Paul Millns, blues- en jazzpianist Ben Waters, Kent DuChaine, Sascha Gutzeit, Spencer Bohren, Lax Alex Contrax, Gasoline, Hang out in Trees, Bet Williams, Carus Thompson, Mick Thomas, Esperanska, Mutz, Parfum Brutal en Thembones.